# The Chairman
The Chairman is een Amerikaans-Britse thriller uit 1969 onder regie van J. Lee Thompson. Destijds werd de film in Nederland uitgebracht onder de titel De lange gele schaduw.

## Verhaal
Rood China heeft een enzym ontwikkeld, waardoor gewassen in alle weersomstandigheden kunnen gedijen. De Amerikanen sturen de wetenschapper John Hathaway naar China om de formule te stelen.  Tijdens de geheime missie heeft Hathaway contact met zijn opdrachtgevers door middel van een zendertje in zijn schedel. Hij weet echter niet dat het zendertje ook een bom bevat, zodat de regering hem in geval van nood kan uitschakelen.

## Rolverdeling
| Acteur        | Personage            |
| ------------- | -------------------- |
| Gregory Peck  | John Hathaway        |
| Anne Heywood  | Kay Hanna            |
| Arthur Hill   | Shelby               |
| Alan Dobie    | Benson               |
| Conrad Yama   | Partijleider         |
| Zienia Merton | Ting Ling            |
| Ori Levy      | Shertov              |
| Ric Young     | Yin                  |
| Burt Kwouk    | Chang Shou           |
| Alan White    | Gardner              |
| Keye Luke     | Professor Soong Li   |
| Francesca Tu  | Soong Chu            |
| Mai Ling      | Stewardess           |
| Gordon Sterne | Amerikaanse sergeant |
| Robert Lee    | Hotelhouder          |